# Bakkendorfia
Bakkendorfia is een geslacht van vliesvleugeligen uit de familie Mymaridae. De wetenschappelijke naam van dit geslacht is voor het eerst geldig gepubliceerd in 1966 door Mathot.

## Soorten
Het geslacht Bakkendorfia is monotypisch en omvat slechts de volgende soort:
- Bakkendorfia musangae Mathot, 1966